# 大型底栖生物
大型底栖生物是指生活在水底，肉眼可见的生物 。大型底栖生物是指大于1毫米的生物；或是最小尺寸必须至少为0.5毫米的生物，或是能被0.05毫米网筛捕捞到的生物。包括多毛纲、双壳纲、珊瑚纲、棘皮动物、海绵、海鞘、甲壳类动物。